# Rajd Spa-Sofia-Liège 1963
Rajd Spa-Sofia-Liège 1963 (22. Spa-Sofia-Liège) – 22. edycja rajdu samochodowego Rajdu Spa-Sofia-Liège rozgrywanego w Belgii. Rozgrywany był od 27 do 31 sierpnia 1963 roku. Była to dziewiąta runda Rajdowych Mistrzostw Europy w roku 1963.

## Klasyfikacja rajdu
| Miejsce                      | Kierowca                     | Pilot                        | Samochód                     | Czas                         | Strata                       |                              |
| Klasyfikacja generalna i ERC | Klasyfikacja generalna i ERC | Klasyfikacja generalna i ERC | Klasyfikacja generalna i ERC | Klasyfikacja generalna i ERC | Klasyfikacja generalna i ERC | Klasyfikacja generalna i ERC |
| ---------------------------- | ---------------------------- | ---------------------------- | ---------------------------- | ---------------------------- | ---------------------------- | ---------------------------- |
| 1.                           | Eugen Böhringer              | Klaus Kaiser                 | Mercedes-Benz 230 SL         | 8:00                         | 0.0                          |                              |
| 2.                           | Erik Carlsson                | Gunnar Palm                  | Saab 96 Sport                | 23:00                        | +15:00                       |                              |
| 3.                           | Lucien Bianchi               | Jean-Claude Ogier            | Citroën DS 21                | 28:00                        | +20:00                       |                              |
| 4.                           | Henry Taylor                 | Brian Melia                  | Ford Cortina GT              | 43:00                        | +35:00                       |                              |
| 5.                           | Roger de Lageneste           | Alain Bertaut                | Citroën DS 21                | 44:00                        | +36:00                       |                              |
| 6.                           | Paddy Hopkirk                | Henry Liddon                 | Austin-Healey 3000           | 48:00                        | +40:00                       |                              |
| 7.                           | Jean Guichet                 | Paul Coltelloni              | Citroën DS 21                | 1:08:00                      | +1:00:00                     |                              |
| 8.                           | Kenneth James                | Mike Hugues                  | Rover 3500 S                 | 1:25:00                      | +1:17:00                     |                              |
| 9.                           | Peter Riley                  | Tony Nash                    | Ford Cortina GT              | 1:31:00                      | +1:23:00                     |                              |
| 10.                          | Olivier Gendebien            | Jean Demortier               | Citroën DS 21                | 1:38:00                      | +1:30:00                     |                              |